# Crato (Portugal)
Crato is een gemeente in het Portugese district Portalegre.
De gemeente heeft een totale oppervlakte van 398 km² en telde 4348 inwoners in 2001.

## Plaatsen in de gemeente
- Aldeia da Mata
- Crato e Mártires (Crato)
- Flor da Rosa
- Gáfete
- Monte da Pedra
- Vale do Peso